# Antonio Valencia
Luis Antonio Valencia Mosquera, cunoscut ca Antonio Valencia sau Luis Valencia (n. 4 august 1985, Lago Agrio, Ecuador), este un fotbalist ecuadorian retras din activitate care a evoluat pe postul de fundaș dreapta. Este considerat unul dintre cei mai buni fotbaliști ecuadorieni din toate timpurile.
După ce a progresat prin sistemul de tineret la El Nacional, Valencia a devenit un obișnuit în primul unsprezece și a făcut peste 80 de apariții pentru club. A câștigat Serie A ecuadoriană cu ei înainte de a semna pentru Villarreal din La Liga în 2005. A avut doar două apariții în campionat pentru echipa spaniolă între perioadele de împrumut la Recreativo pentru sezonul 2005-2006 și mai târziu la clubul englez Wigan Athletic din 2006 până în 2008. Wigan l-a transferat ulterior pe Valencia cu un contract de trei ani pentru o taxă nedezvăluită în ianuarie 2008.
Performanțele sale pentru Wigan Athletic au atras curând atenția mai multor cluburi de mare profil și a semnat pentru Manchester United în iunie 2009. Timpul pe care l-a petrecut acolo l-a stabilit drept unul dintre cei mai mari jucători ecuadorieni din toate timpurile, deoarece Valencia a fost votat în echipa anului PFA în sezonul său de debut și a câștigat două titluri de Premier League, o FA Cup, două EFL Cup, trei FA Community Shield și o UEFA Europa League, devenind căpitanul echipei în ultimul său sezon. După zece ani cu United, Valencia a revenit în Ecuador în iulie 2019, semnând cu LDU Quito, cu care a câștigat prima Copa Ecuador în primul său sezon. Și-a anunțat retragerea în mai 2021.
Valencia a debutat cu Echipa națională de fotbal a Ecuadorului în 2004 și și-a reprezentat țara la Cupa Mondială 2006, Copa América 2007, Copa América 2011, Cupa Mondială 2014, Copa América Centenario și Copa América 2019. A jucat pentru echipa națională de 99 de ori și a marcat 11 goluri.

## Titluri

### Club
El Nacional
- Serie A: 2005[2]

Manchester United
- Premier League: 2010–11, 2012–13[3]
- FA Cup: 2015–16[4]
- Football League/EFL Cup: 2009–10,[5] 2016–17[6]
- FA Community Shield: 2010,[7] 2013,[8] 2016[9]
- UEFA Europa League: 2016–17[10]